# Plants vs. Zombies 2: It's About Time
Plants vs. Zombies 2: It's About Time è un videogioco tower defense del 2013, sviluppato da PopCap Games e pubblicato da Electronic Arts per i sistemi Android e iOS. Si tratta del sequel di Piante contro zombi (2009).
Il gioco è stato pubblicato il 9 luglio 2013 per iOS e il 2 ottobre 2013 per Android.

## Trama
Dave il pazzo ha costruito una macchina temporale, modificando Penny, il suo vecchio camper, ed ha in programma di ritornare a ritroso nel tempo a recuperare un taco che ha mangiato e che vorrebbe gustare di nuovo. Purtroppo qualcosa va storto e Dave attiva un portale che permette di raggiungere undici (inizialmente tre) diverse ere: l'Antico Egitto, il periodo dei pirati, il selvaggio West, un Futuro lontano, i Secoli bui ambientato nel medioevo di notte, una spiaggia tipicamente anni '60, la preistoria una specie di era glaciale, un'antica città perduta, il neon discomix tour degli anni '80, l'era del Giurassico ai tempi dei dinosauri ed il ritorno nel nostro presente. Nel frattempo nel presente il Prof. Edgar Zombotron ha invaso l'intero mondo e le diverse epoche, costruendo diaboliche macchine per la zombificazione.
Dopo l'update 1.7 la storia prosegue con il Prof. Zombotron che scopre che qualcuno ha viaggiato nel tempo e rischia di compromettere i suoi piani. Così decide di inviare alcuni zombie potenziati (Zombi orchi), ciò non basta e così nell'update 1.9 ogni fine mondo è presente un vero e proprio scontro Boss contro il Prof. Zombotron e le sue macchine-robot.
Con i successivi update sono stati aggiunti i nuovi livelli: Futuro lontano, Secoli bui, Grande orda sulla spiaggia, Grotte congelate, Città perduta, Neon Discomix Tour, Pantano giurassico e Tempi moderni.
Le battaglie finali contro Zombotron, sono disponibili alla fine di ogni mondo.
Con un aggiornamento del 2016, tutti i mondi sono stati riordinati in base alla difficoltà, dal più facile al più difficile. 

## Modalità di gioco
Come nel predecessore, bisogna difendere la propria dimora dall'arrivo incessante di orde di zombi, i quali hanno un unico scopo: divorare il cervello del giocatore. Bisogna schierare sul campo di gioco svariati tipi di piante a copertura difensiva, le quali si adopereranno a combattere i nemici in avvicinamento. Lo schema di gioco è diviso in file e colonne e ogni pianta occupa uno spazio. Nel caso in cui le piante vengano sopraffatte, agiranno come ultima linea difensiva dei tosaerba che falceranno qualsiasi zombi sul proprio cammino, lasciando però sguarnita la casa. In questo capitolo, PopCap Games ha aggiunto nuove piante e ne ha reso disponibili altre solo a pagamento mediante acquisto in applicazione. Inoltre sono stati introdotti i fertilizzanti, i potenziamenti e i pacchetti di semi.
I fertilizzanti sono a forma di foglia da dare alle piante e, a seconda del tipo di pianta, si otterranno effetti diversi. Vengono rilasciati dagli zombi lampeggianti che vengono eliminati durante il gioco. Inoltre è possibile acquistarne uno spendendo 1000 monete o tramite la pianta ninfea guerriera che li produce. 
I potenziamenti sono tre pulsanti da premere nella parte inferiore dello schermo e si possono usare più volte nello stesso livello, sono attivabili usando le monete.
Nel giardino Zen, si possono coltivare piante ottenibili nei livelli le quali dopo qualche tempo e un regolare innaffiamento, donano al giocatore monete e potenziamenti automatici usandole nei livelli. Nel giardino è presente anche una piccola ape che aiuterà le piante a diminuire i tempi di donazione.
I pacchetti di semi servono ad aumentare di livello le piante, rendendole più potenti. Col progredire dei livelli aumenteranno esponenzialmente la potenza dei semi, la capacità di ricarica abbreviata, la resistenza ai morsi degli zombi, il costo dei soli di produzione di alcune piante diminuirà, la potenza ed il tempo di durata del fertilizzante e diverse altre migliorie in generale. I pacchetti di semi sono ottenibili completando missioni giornaliere o acquistabili con gemme.
Nel gioco sono state introdotte delle piante sbloccabili unicamente dopo aver ottenuto un certo numero di pacchetti di semi. Alcune ne richiedono 100, altre 250. 
Le Gemme, ottenibili via acquisto in applicazione, di tanto in tanto eliminando gli zombi nei livelli o tramite bonus al livello Party della piñata, possono essere usate per acquistare alcune piante e prima di giocare un livello dare un potenziamento, così facendo diminuisce di molto la difficoltà generale del videogioco. Le mentine invece servono per potenziare o acquistare nuove piante apposta ideate.

## Elenco piante
Tra parentesi il costo di produzione in soli. Molte piante a pagamento di solito vengono proposte a rotazione in offerta o anche in pacchetti insieme a monete, gemme o eventuali potenziamenti. 
Casa del giocatore
- Sparasemi (Peashooter): la prima linea difensiva, spara semi contro gli zombi (100). Potenziamento: spara 60 semi a raffica.
- Girasole (Sunflower): produce soli che a loro volta servono per produrre altre piante, generalmente è la prima che viene piantata (50). Potenziamento: produce immediatamente 150 soli.
- Muro di noce (Wall-nut): protegge la linea difensiva finché non viene distrutto. (50). Potenziamento: armatura di metallo che incrementa la sua salute.
- Tubero esplosivo (Potato Mine): esplode al contatto con uno zombi e richiede un tempo di innesco (25). Potenziamento: si attiva subito e produce due tuberi esplosivi innescati in due zolle a caso.
- Cavolpulta (Cabbage-pult): catapulta che lancia cavoli sul primo zombi lasciando per ultime le tombe. (100). Potenziamento: lancia cavoli più potenti su tutti i nemici sullo schermo.

Antico Egitto
- Lillàmerang (Bloomerang): lancia boomerang in avanti e colpisce fino a 3 nemici nella corsa andata/ritorno. (175). Potenziamento: spara raffica di semi-boomerang in avanti e lungo la colonna in su e in giù che ritornano poi indietro.
- Lattuga iceberg (Iceberg Lettuce): congela per un periodo di tempo lo zombi che si avvicina. (0). Potenziamento: tutti gli zombi sul campo vengono congelati.
- Mangiatombe (Grave Buster): distrugge le tombe dove esse vengono piantate. (0). Nessun potenziamento.
- Cavolbotto (Bonk Choy): questa pianta prende letteralmente a pugni lo zombi più vicino. (150). Potenziamento, una serie di uppercut e jab devastante su un'area 3x3 attorno.
- Super sparasemi (Repeater): spara due semi alla volta contro gli zombi. (200). Potenziamento: spara 90 semi a raffica e un seme gigante.
- Girasoli gemelli (Twin Sunflower): produce due soli alla volta. (125). Potenziamento: produce immediatamente 250 soli.

Mari dei pirati
- Chiccopulta (Kernel-pult): catapulta che lancia chicchi di mais di poco danno e a volte burro che blocca e provoca più danno agli zombi.(100). Potenziamento: spara burro che colpisce tutti gli zombi sullo schermo.
- Bocca di drago (Snapdragon): spara fuoco che danneggia le sei zolle adizcenti. (150). Potenziamento: fiammata volante in un'area 3x3 frontale che provoca ingenti danni.
- Rovo (Spikeweed): danneggia gli zombi che lo calpestano e distrugge uno zombi pianista o uno zombi barile morendo però anche lui. (100) Potenziamento: una radice appuntita colpisce tutti gli zombi sulla riga e li attira a sé.
- Fagiolino (Spring Bean): fa indietreggiare gli zombi che lo calpestano (o vengono buttati in acqua), dopo l'azione si addormenta per un poco. (50). Potenziamento: super rimbalzo che respinge o butta in acqua tutti gli zombi vicini.
- Cannone sparacocco (Coconut Cannon): se toccato, spara una bomba che distrugge chiunque vi sia nell'area di impatto in un'area 3x3(400). Potenziamento: mega cannonata che spinge gli zombi sulla destra prima di esplodere.
- Tripla sparasemi (Threepeater): spara tre semi alla volta su tre file diverse. (300). Potenziamento: spara semi a "ventaglio".
- Rovo di pietra (Spikerock): come il precedente, ma più potente e in grado di reggere fino a 3 tra zombi pianisti e barili prima di morire. (250). Potenziamento: una radice di pietra danneggia tutti gli zombi presenti sulla riga e li attira a sé.
- Ciliegie esplosive (Cherry Bomb): esplodono poco dopo essere state piantate, eliminando gli zombi e le tombe in un'area 3x3 (150). Nessun potenziamento.

Selvaggio West
- Sparasemi bidirezionale (Split Pea): spara un seme davanti e due dietro. (125). Potenziamento: spara semi a raffica in avanti, ed indietro ne spara di più, inoltre infine spara un seme gigante indietro.
- Fagiolotto (Chili Bean): lo zombi che lo mangia viene eliminato e poco prima di ciò lo zombi produce una scarica di gas intestinale che ferma per un breve periodo tutti gli zombi che lo seguono. (50). Potenziamento: tre extra fagiolotti.
- Baccello (Pea Pod): sparano semi e possono essere potenziati fino a cinque volte sulla stessa pianta, aumentando il volume di fuoco. (125). Potenziamento: spara cinque semi grandi.
- Canna fulminante (Lightning Reed): lancia una scarica elettrica agli zombi, se usata in gruppo il danno aumenta considerevolmente. (125). Potenziamento: nuvola spara fulmini sugli zombi.
- Cocopulta (Melon-pult): lancia cocomeri che danneggiano gruppi di zombi. (325). Potenziamento: spara cocomeri potenti che colpiscono tutti gli zombi sullo schermo.
- Barriera di noce (Tall-nut): molto più resistente di un normale muro di noce, impedisce anche il passaggio agli zombi aerei. (125). Potenziamento: armatura di metallo che incrementa la sua salute.
- Cocomero Invernale (Winter Melon): lancia cocomeri ghiacciati che infiggono gravi danni e rallentano i nemici. (500). Potenziamento: spara cocomeri congelanti che colpiscono e rallentano tutti gli zombi sullo schermo.

Grotte congelate
- Tubero ardente (Hot Potato): scioglie i blocchi di ghiaccio sui quali è piantato (0). Nessun potenziamento.
- Peperonpulta (Pepper-pult): lancia peperoni infuocati e scioglie il ghiaccio vicino,è immune al congelamento (200). Potenziamento: una pioggia di peperoni più forti del normale su tutti gli zombi dello schermo.
- Guardia Bietola (Chard Guard): indietreggia di tre caselle gli zombi per tre volte e blocca gli zombi (75). Potenziamento: fa indietraggiare gli zombi in un'area 3x1 frontale.
- Pesticipolla (Stunion): al contatto con uno zombi emana una potente folata d'alito paralizzante (25). Potenziamento: la folata arriva lontano e anche nelle file sopra e sotto.
- Rotorabaga (Rotobaga): spara semi nelle 4 diagonali. (150) Potenziamento: semi molto più potenti nelle 4 diagonali.

Città perduta
- Pungirossa (Red Stinger): spara 2 semi se piantata nelle prime 3 colonne, spara un seme e diventa resistente nelle colonne 4,5,6 e infine diventa molto resistente ma non attacca nelle ultime 3. (150) Potenziamento: raggio di luce a danno progressivo.
- A.K.E.E.: (Acronimo in inglese di Autonomous Katapulting Ejectomatic Emitter) spara colpi che rimbalzano da uno zombi all'altro. (175) Potenziamento: colpi potenti e rimbalzanti su tutte le file.
- Durione (Endurian): una pianta puntuta molto resistente. Mentre viene morsa, punge gli zombi. (150) Potenziamento: corazza molto resistente e spine di acciaio.
- Dalia (Stallia): crea una nuvola di profumo che rallenta tutti gli zombi su un'area 3x3 (0). Potenziamento: rallenta tutti gli zombi sullo schermo.
- Foglia d'oro (Gold leaf): crea una zolla dorata (50). Nessun potenziamento.

Futuro lontano
- Fagiolo Laser (Laser Bean): un fagiolo che è in grado di sparare un raggio letale dagli occhi, colpisce tutti gli zombi sulla riga. (200). Potenziamento: un enorme raggio che falcia all'istante tutti gli zombi sulla riga.
- Trifogliatore (Blover): una pianta in grado di eliminare dal campo di gioco tutti gli zombi presenti nell'aria, dopo aver eseguito il suo compito scompare. (50). Nessun potenziamento.
- Cedro (Citron): il primo agrume ad essere utilizzato nel videogioco, spara in automatico potenti palle al plasma. (325). Effetto del ricostituente: spara una palla al plasma gigante che spazza via tutti gli zombi che ha davanti.
- E.M.Pesca (E.M. Peach): lancia una potente onda elettromagnetica in grado di disattivare gli zombi-macchina per un po' di tempo. (25). Nessun potenziamento.
- Infi-noce (Infi-nut): uguale al muro di noce, ma meno resistente ma è in grado di rigenerarsi con il tempo (75). Potenziamento: una barriera azzurra lungo tutta la colonna impedisce agli zombi di procedere per un determinato lasso di tempo.
- Superba (Magnifying Grass): consuma 50 soli ogni volta che ci si clicca sopra sparando un potente attacco a click (50). Potenziamento: un laser multicolore devastante.
- Rapa-zolla (Tile Turnip): creano all'istante zolle poderose. Nessun potenziamento. (0). Il costo in soli aumenta in modo esponenziale,(250) per la seconda rapa-zolla piantata, (500) per la terza, ecc.

Secoli bui
- Buonporcino (Sun-shroom) un fungo che prima dà un sole piccolo, poi uno medio e poi uno grande (25). Effetto del ricostituente: diventa grande e produce 225 soli.
- Malporcino (Puff-shroom): spara piccole spore agli zombi vicini e vive un tempo limite (0). Potenziamento: tutti i Malporcini sparano molte spore e ricominciano il loro ciclo vitale.
- Fumporcino (Fume-shroom): spara vapore che colpisce tutti gli zombi vicini (125). Potenziamento: spara molto vapore che allontana e danneggia tutti gli zombi della fila.
- Fagiolo solare (Sun Bean): lo zombi che lo mangia, quando viene colpito, dona piccoli soli (50). Potenziamento: lo zombi che lo mangia si incenerisce e dona molti soli.
- Calamifungo (Magnet-shroom): rimuove elmetti e altri oggetti metallici da uno zombi (100). Potenziamento: prende tutti quanti gli oggetti metallici tra cui gli elmi e li butta al primo zombi della fila.

Neon discomix tour
- Barbanvedi (Phat Beet): crea delle onde sonore che danneggiano i nemici in un'area 3x3 (150). Potenziamento: crea una gigantesca onda sonora che colpisce molti zombi sul prato.
- Sedano stalker (Celery Stalker): si nasconde sottoterra e, quando uno zombi lo supera, colpisce ripetutamente coi suoi gambi (50). Potenziamento: crea altri due sedani sullo schermo.
- Timotrasportatore (Thyme Warp): riavvolge il tempo e fa riapparire tutti gli zombi presenti in quel momento nella loro posizione iniziale (75). Nessun potenziamento.
- Aglio (Garlic): lo zombi che lo morde cambia fila, può essere morso fino a 6 volte (50). Potenziamento: spara una raffica di alito che fa cambiare fila e poi blocca tutti gli zombi davanti a lui.
- Sporporcino (Spore-shroom): rigenera un nuovo sporporcino ogni volta che distrugge uno zombi (150). Potenziamento: 3 grandi spore che uccidono 3 zombi a caso.
- Carota intensiva  (Intensive Carrot): Riporta in vita una pianta mangiata (100). Nessun potenziamento.

Pantano giurassico
- Sparasemi cavernicola (Primal Peashooter): spara semi giganti che bloccano e a volte allontanano gli zombi (175). Potenziamento: spara cinque semi giganti che indietreggiano gli zombi.
- Muro di noce cavernicolo (Primal Wall-nut): costa un po' di più di un normale muro di noce ma si può piantare più frequentemente. Inoltre è più resistente agli attacchi degli zombi orchi (75). Potenziamento: armatura di pietra molto resistente.
- Profumporcino (Perfume-shroom): incanta tutti i dinosauri sulla fila con il suo profumo per farli combattere contro gli zombi (150). Nessun potenziamento.
- Girasole cavernicolo (Primal Sunflower): produce soli giganti più grandi del solito (75). Potenziamento: da tre grandi soli subito.
- Tubero esplosivo cavernicolo (Primal Potato Mine): costa un po' di più di un tubero esplosivo,ma si innesca molto più velocemente e l'esplosione a contatto con uno zombi colpisce in un'area 3x3 (50). Potenziamento: si innesca subito e crea altri due tuberi innescati in due zolle a caso.

Grande orda sulla spiaggia
- Foglia di ninfea (Lily Pad): permette di piantarvi sopra piante non acquatiche (25). Potenziamento: 4 foglie di ninfea nelle 4 zolle vicine in avanti, dietro, su e giù.
- Alga kombu (Tangle Kelp): è una pianta acquatica che trascina uno zombi sott'acqua (25). Potenziamento: allunga i suoi tentacoli e trascina più zombi negli abissi.
- Bulbo da Bowling (Bowling Bulb): pianta che sferra tre colpi rotanti di diversa potenza che rimbalzano in altre file a ciclo continuo (200). Potenziamento: tre colpi al plasma distruttivi.
- Guacodrillo (Guacodile): spara noccioli agli zombi, se uno zombi si avvicina la pianta corre su tutta la sua fila e li danneggia, può essere piantata anche in acqua ma in questo caso non spara noccioli (125). Potenziamento: fa saltare indietro gli zombi vicini a lui e genera due piccoli guacodrilli che camminano sulla fila.
- Lanciabanane (Banana Launcher): tocca questa pianta per trascinare bersaglio sullo zombi e lanciare una banana che lo colpisce e infligge gravi danni (500). Potenziamento: spara 4 o 5 banane che colpiscono casualmente gli zombi.

Tempi moderni
- Fiore di luna (Moonflower): Produce soli ed emana un bagliore che potenzia le piante ombrose. Genera 25 soli, per poi altri 25 soli per ogni pianta ombrosa vicina, al massimo di quattro (50). Potenziamento: Genera 25 soli extra per ogni pianta ombrosa vicina e diventa anche, addirittura, una pianta difensiva con due barriere tra di loro.
- Notturnombra (Nightshade): è una pianta ombrosa che schiaffeggia gli zombi vicini con le sue foglie schiaffeggianti, per tre volte.Quando è potenziata dal fiore di luna, lancia da lontano e rigenera le foglie (75). Potenziamento: Lancia alcune foglie sugli zombi con il danno maggiore.
- Ombraporcino (Shadow-shroom): Avvelena gli zombi quando lo hanno mangiato, che infiggono danni a tempo. Quando è potenziato dal fiore di luna, avvelena alcuni zombi che si trovano sulla zolla con il danno più maggiore (50).Potenziamento: Avvelena tutti gli zombi sul campo.
- Alzatrice crepuscolare (Dusk Lobber): Spara colpi a parabola che esplodono in un'area 3x3. Quando è potenziata dal fiore di luna spara lungo 3 file esplodendo ognuna in un'area 3x3 (150). Potenziamento: Spara 4 colpi più potenti che esplodono in un'area 3x3 ognuno.
- Rosarcigna (Grimrose): Trascina sotto terra uno zombie lungo la fila e provoca forti danni agli zombi orco, non ha effetto su zombi volanti. Quando è potenziata dal fiore di luna trascina sotto terra 3 zombi lungo la fila (75). Potenziamento: Trascina sotto terra lo zombi più vicino alla casa di qualsiasi fila sia.

Giardino zen
- Calendula (Marigold): offre monete nel giardino Zen. (0).

Piante premium ottenibili con 100 gemme
- Peperoncino fantasma (Ghost Pepper): prima tormenta gli zombi rallentandoli e danneggiandoli, dopodiché esplode provocando più danni. Potenziamento: tormenta tutti gli zombie in un'area 3x5 provocando più danni. (75)
- Patata dolce (Sweet Potato): attira gli zombi vicini alla patata che si trovano nella fila sopra o sotto di lei.(150). Potenziamento: rigenera la patata e la rende immortale per alcuni secondi.
- Cardo casalingo (Homing Thistle): lancia i suoi aculei spinosi colpendo lo zombi più vicino su qualsiasi punto del giardino (250) Potenziamento: spara molti aculei più potenti.
- Uracavolo (Hurrikale): pianta che sposta tutti gli zombi indietro sulla sua fila e li ghiaccia rallentandoli. Gli zombi aerostatici della stessa fila della pianta verranno completamente buttati fuori dalla zona di gioco. Nessun Potenziamento. (100).
- Sparasemi focosa (Fire Peashooter): spara dei semi infuocati e riscalda le piante vicine ed è immune al congelamento (175). Potenziamento: incenerisce tutta la fila di zombie davanti a sé.
- Guava lava  (Lava Guava): al contatto erutta e brucia gli zombi e lascia una zolla infuocata per un po'.(75). Potenziamento: crepa nel terreno per quasi tutta la fila che danneggia.
- Viola restringente (Shrinking Violet): al contatto indebolisce gli zombi in un'area 3x3 rimpicciolendoli e uccide all'istante zombolini, polli zombi e donnole gelate. Gli zombi rimpiccioliti fanno anche meno danno alle piante.(50). Potenziamento: restringe tutti gli zombi sul campo.
- Schiacciazombi (Squash): è una pianta che schiaccia all'istante gli zombi a tiro, uso singolo. (50). Potenziamento: schiaccia 2 zombi a caso sullo schermo.
- Jalapeño (Jalapeno): distrugge un'intera fila di zombi (125). Nessun potenziamento.
- Ipnofungo (Hypno-shroom): induce lo zombi che lo divora a voltare faccia e a combattere contro i suoi simili. (125). Potenziamento: lo zombie che lo ha mangiato diventa uno zombi orco.
- Seme di noce (Pea-nut): spara semi ed è resistente (150). Potenziamento: spara semi a raffica e dà difesa extra.
- Ribes Elettrico (Electric Currant): Crea, se unito in parallelo con un altro della sua stessa specie, un recinto elettrico (150). Potenziamento: Il recinto farà più danno agli zombi per il resto della partita.
- Lancialinfa (Sap-fling): scaglia proiettili di linfa che rallentano gli zombi (75). Potenziamento: scaglia linfa su 20 zolle casuali sul prato.
- Kiwi bestiale (Kiwibeast): Crea onde sonore in un'area 1x1 all'inizio, ma quando uno zombi lo mangia si ingrandisce e attacca in un'area 3x3 e quando viene mangiata diventa ancora più grande e attacca in un'area 5x5 (175). Potenziamento: Crea tre onde sonore giganti che colpisce alcuni zombi sul prato e cresce istantaneamente.

Piante premium ottenibili con denaro
- Sparabrina (Snow Pea): spara semi congelati che rallentano e danneggiano gli zombi (150). Potenziamento: una lunga lastra di ghiaccio che rallenta tutti gli zombi della fila e spara semi congelati a raffica.
- Ninfea guerriera (Power Lily): crea del ricostituente prima di sparire (175). Nessun potenziamento.
- Clone (Imitater): imita una pianta base (soli della pianta imitata). Potenziamento della pianta imitata.
- Masticazombi (Chomper): divora uno zombi intero, due prima di iniziare a masticare, ma è vulnerabile mentre lo fa (150). Potenziamento: divora tre zombi di fronte a lei più vicini, poi dopo la masticazione rutta spingendo indietro gli zombi nella corsia di destra.
- Fungo rospo (Toadstool): questo fungo divora uno zombi intero anche a distanza e quando finisce di masticare produce soli.(200). Potenziamento: divora tutti gli zombi vicini e produce molti soli.
- Fragoloska (Strawburst): cresce man mano nel tempo e attacca solo se la tocchi. Più cresce più fa danno ma proprio quando viene utilizzato dovrà crescere un'altra volta.(400) Potenziamento: Arriva subito al suo stadio finale se non lo è ancora e fa cadere una fragola enorme facendo un danno agli zombi vicini tale da sconfiggere uno Zombi Orco nelle vicinanze, ma fa meno danno ai nemici lontani.
- Jack o'lantern (Jack O'Lantern): cliccandoci e tenendo premuto spara fiamme verdi che colpiscono tutti gli zombi lungo 4 zolle frontali, riscalda le piante vicine ed è immune al congelamento (225). Potenziamento: Evoca dei piccoli fantasmi verdi e fiammeggianti che inceneriscono gli zombi a caso.
- Cactus (Cactus): può lanciare spine che possono colpire fino a tre zombi contemporaneamente e quando si avvicinano si comporta come un rovo (175). Potenziamento: le spine diventano azzurre e molto più potenti.
- Mirtillo elettrico (Electric Blueberry): fulmina all'istante uno zombi a caso e di qualsiasi tipo. Letale se piantato a gruppi (150). Potenziamento: elimina molti zombi a caso.
- Uva esplosiva (Grapeshot): esplode come una ciliegia esplosiva e i chicchi rimbalzano nelle 8 direzioni ferendo gli zombi nella traiettoria per poi tornare indietro e sparire (150). Nessun potenziamento.
- Bocca di drago fredda (Cold Snapdragon): spara ghiaccio che danneggia e rallenta gli zombi in un'area 3x2 frontale, è inoltre immune al congelamento (150). Potenziamento: ghiaccio nell'area 3x3 frontale che provoca più danni e congela gli zombi.
- Radice d'evasione (Escape Root): Una volta piantata si attiva dopo circa 10 secondi, cliccandoci sopra e dopo su un'altra pianta si scambiano di posto inoltre appena un nemico si avvicina compare al suo posto una pianta a caso tra tubero esplosivo già innescato, tubero esplosivo cavernicolo già innescato, ciliegie esplosive o uva esplosiva (50). Potenziamento: Crea un'altra radice d'evasione già attiva vicino ad uno zombi.
- Fiore d'oro (Gold Bloom): Produce 375 soli istantaneamente (0). Nessun potenziamento.
- Wasabi Frustabi (Wasabi Whip): Frusta gli zombi con la sua frusta infuocata.(150). Potenziamento: Fa ruotare la frusta facendo danno in un'area 3×3.
- Melaio (Apple Mortar): Spara tre torsoli di mela nelle file superiore, centrale e inferiore che stordiscono gli zombi. (250) Potenziamento: Lancia mele stordenti a tutti gli zombi.
- Stregacciola (Witch Hazel): Trasforma gli zombi in malporcini, uno alla volta (200). Potenziamento: Trasforma uno zombi in fungo-rospo.
- Trinciabietola (Parsnip): Danneggia gli zombi vicini con le sue pinze, scatta in avanti lungo la fila appena uno zombi si avvicina (150). Potenziamento: Crea due piccole trinciabietole che scattano lungo la fila.
- Vischiorazzo (Missile Toe): tocchi la pianta e trascini il bersaglio sullo zombi, lancia un proiettile di ghiaccio che lo colpisce, compie molti danni e rallenta gli zombi vicini, è inoltre immune al congelamento (500). Potenziamento: Spara tre proiettili di ghiaccio in tre zolle a caso.
- Cavolforza (Caulipower): ipnotizza zombi casualmente, facendoli rivoltare contro gli altri zombi. (250). Potenziamento: respinge indietro gli zombi su tre linee.
- Sparasemi elettrica (Electric Peashooter): spara semi elettrici che attraversano e danneggiano tutti gli zombi nella sua fila, e che possono bersagliare anche i nemici nelle file accanto. (200). Potenziamento: spara un seme elettrico gigante che quando colpisce uno zombi si divide tanti altri piccoli semi.
- Barriera agrifoglio (holly barrier): tocca la pianta per trascinare il bersaglio e creare una barriera che all'impatto fa indietreggiare gli zombi e causa danno al contatto. Può creare fino a 3 barriere (200). Potenziamento: spara tre barriere potenziate in tre zolle casuali

"Mente Potenziatrici" (Power Mints): quando è stata aggiunta l'Arena, sono state aggiunte delle speciali piante ottenibili solo con la nuova valuta delle mentine, ottenibile solo nell'arena. Queste piante non hanno costo solare, hanno una ricarica che supera il minuto e potenziano le piante di una specifica famiglia.
Piante ottenibili tramite pacchetti di semi
Il numero dei pacchetti di semi richiesti per una pianta potrebbe cambiare nel tempo!
- Tronco in fiamme (Torchwood): un tronco infuocato capace di rendere più forte il seme di una sparasemi, ma di sciogliere il ghiaccio della sparabrina. (175). Potenziamento: la fiamma diventa blu, incrementando il danno. 100 pacchetti.
- Aloe: Cura le pianta nella zolla davanti che ha la vita sotto il 50% (75). Potenziamento: Cura del tutto le piante in un'area 3x3. 150 pacchetti.
- Dente di leone (Dandelion): spara petali esplosivi nella sua fila e nelle file adiacenti, il trifogliatore e l'uracavolo gli fanno lanciare 12 petali, 4 sulla propria fila 4 sopra e 4 sotto. (275) Potenziamento: pioggia imminente di petali esplosivi. 150 pacchetti
- Cuore in fiore (Blooming Heart): Provoca danni che aumentano di potenza ad ogni colpo. Il danno ritorna normale quando lo zombi viene ucciso. (150). Potenziamento: Spara colpi di maggior potenza su tutti gli zombi sul prato. 150 pacchetti
- Appuntamento focoso (Hot date): uguale alla Patata dolce, ma quando viene distrutto, incenerisce un'intera fila di zombi, stranamente anche lo zombolino drago, che è immune al fuoco e alle esplosioni. (175) Potenziamento: attira gli zombi attorno ad esso e si cura.  200 pacchetti
- Pomodoro Solare (Solar Tomato): esplode stordendo tutti gli zombi in un’area 3x3. Ogni zombi stordito produce 50 soli. (100). Nessun potenziamento. 150 pacchetti.
- Noce esplosiva (Explode-O-Nut): Resistente quanto un muro di noce ma quando viene mangiato esplode in un'area 3x3.(50). Potenziamento: armatura di metallo che esplode quando viene mangiata.
- Frutto a stella (Starfruit): spara piccoli semi a stella in cinque direzioni . Potenziamento: spara potenti stelle a raffica in cinque direzioni (150). 200 pacchetti.
- Bombagrana (Bombegranate): Esplode gli zombi in un'area 3x3 e lascia i semi che infliggono altri danni. (150) Nessun potenziamento.
- Sparasemi ombrosa (Shadow Peashooter): quando non è potenziata dal fiore di luna: spara semi oscuri che danneggiano un singolo bersaglio, e quando un solo zombi si avvicina ad essa, si nasconde e lo trascina sotto terra. Se potenziata dal fiore di luna: spara un laser che danneggia e rallenta tutti gli zombi della fila, e ingoia fino a tre zombi che le si avvicinano. (125) Potenziamento: spara un seme gigante esplosivo che danneggia gravemente una vasta area di zombi. 250 pacchetti
- Sparasemi appiccicosa (Goo Peashooter): spara semi che avvelenano e rallentano un singolo bersaglio. (125) Potenziamento: avvelena e rallenta un'intera fila di zombi. 250 pacchetti.
- Fiondasemi (Sling Pea): spara 5 semi in una raffica, danneggiando ogni volta gli zombi più vicini alla casa. (125) Potenziamento: spara un totale di 15 semi devastanti agli zombie più vicini alla casa. 250 pacchetti
- Sparateste (Snap Pea): ha una portata molto lunga. Scava sotto terra e spunta in superficie per divorare uno zombie intero per volta, per poi tornare al suo posto e usare la testa come proiettile. (200) Potenziamento: scava sotto terra e divora cinque zombi casuali, per poi tornare al suo posto e sparare le teste. 250 pacchetti.
- Baccello di soia (Zoybean Pod): questa pianta fa uscire una pianta "Zomboid" alla volta che combatte per te (200) Potenziamento: genera una pianta Zomboid orco. 100 pacchetti.
- Stordirita (Dazey Chain): attacca gli zombi e cresce per fasi, diventando più potente. Ogni tanto rilascia una nuvola di gas che stordisce tutti gli zombi nella sua fila. (150) Potenziamento: si trasforma immediatamente nella forma finale e rilascia una nuvola di gas che stordisce tutti gli zombi nella sua fila. 100 pacchetti
- Elettrici-tè (Electrici-tea): emettono scariche elettriche agli zombi finché non viene mangiato. Gli zombi che lo mangiano esplodono e generano una nuvola che fulmina gli zombi vicini. (150) Potenziamento: emette una scarica per fulminare gli zombi sul terreno per tre secondi, inoltre infligge danni a nemici e ostacoli nella sua area. 100 pacchetti
- Rampicante esplosivo (Blastberry Vine): la puoi posizionare su un'altra pianta per fornire ulteriore protezione e lancia bombe a grappolo esplosive che infliggono un danno discreto ad area ad alcuni nemici nella fila. (175) Potenziamento: Lancia una bomba a grappolo devastante. 100 pacchetti.
- Rampicante focoso (Pyre Vine): può essere piantata su un'altra pianta per renderla immune al congelamento e aggiungere un attacco fiamma a corto raggio che danneggia i nemici nel tempo. (125) Potenziamento: infiamma tutta la fila. 100 pacchetti
- Zucca (Pumpkin): proveniente dal primo capitolo del gioco, la Zucca può essere piantata su un'altra pianta per renderla resistente ai danni degli zombi. (150) Potenziamento: aggiunge alla Zucca una corazza che aumenta ancora di più la resistenza. 100 pacchetti
- Rampicante brillante (Shine Vine): questa rampicante può essere posizionata su altre piante.Non solo genera ulteriori soli, ma incrementano la produzione di piante come il Girasole o il Buonporcino, e danneggiano leggermente gli zombi vicini paralizzandoli. Non migliora la produzione di soli del Fiore di Luna, poiché non è della famiglia Illumina-menta. (75). 250 pacchetti.
- Okra Pugnace (Pokra): infligge colpi perforanti agli zombi vicini rallentandoli, e conclude con un potente colpo penetrante, poi si deve ricaricare. (175) Potenziamento: lancia tre potenti proiettili che rallentano gli zombi. 100 pacchetti
- Peronzolina (Imp Pear): lo zombi che la mangia si trasforma in uno zombolino. Se la mangia uno zombolino, viene ucciso all'istante e rilascia gas stordente (lo stesso del fagiolotto). (0) Potenziamento: trasforma cinque zombi casuali in zombolini. Se ci sono meno di cinque zombi diversi dagli zombolini, tutti gli zombolini vengono annientati e rilasciano gas stordente. 250 pacchetti.
- Fioritura glaciale (Ice Bloom): raffredda e congela tutti gli zombi sul terreno (come il brinporcino del primo gioco). Quelli deboli che si trovano in un'area 3x3 vengono sconfitti e congelati (200) Nessun potenziamento. 100 pacchetti
- Dardofo (Dartichoke): ha una quantità limitata di proiettili che infliggono danni ingenti e a volte anche critici, poi deve ricaricarsi. Da priorità agli zombi più pericolosi, come il fuoriclasse, il prospettore, il mago, il poliparo ecc. (225) Potenziamento: spara proiettili blu che infliggono danni devastanti a parecchi zombi sul terreno. 250 pacchetti.
- Sommodoro (Ultomato): Danneggia gli zombi lungo la sua fila con un raggio potentissimo, ma è molto lento. Può essere piantato fino a tre volte sulla stessa zolla diventando più potente, e il costo aumenta ogni volta che è sul terreno. (250). Potenziamento: esplode lasciando il prato. 100 pacchetti.
- Appiccinoce (Gum Nut): fa scoppiare chewing gum sugli zombi, bloccandoli sul posto insieme a quelli dietro. (125) Nessun potenziamento. 200 pacchetti.
- Rotolacampo (Tumbleweed): rombola lungo la fila, rimbalzando sugli zombi e respingendoli. A volte può stordirli o perfino lanciarli via dal prato. (50). Nessun potenziamento. 100 pacchetti.
- Olivozza (Olive Pit): quando viene piantata, si nasconde sotto terra. Sparge olio d’oliva davanti a lei, che rallenta il passo degli zombi, e quando uno ci cammina sopra, lo ingoia, uccidendolo all’istante, fino a tre zombi. (175) Potenziamento: ingoia un certo numero di zombi in un’area 3x3. 250 pacchetti.
- Vescia (Puffball): esplode, avvelenando e paralizzando gli zombi in tre colonne. (150) Nessun potenziamento. 250 pacchetti
- Rampicante detonante (Explode-O-Vine): quando viene piantata esplode in area 3×3, ma rimane sul posto, esplode di nuovo quando viene mangiata. Come altre rampicanti, le piante possono essere piantate sopra. (150) Potenziamento: esplode un'altra volta, conferendole una specie di armatura, che funziona come quella della Noce Esplosiva. 250 pacchetti
- Tenebronoce (Murkadamia Nut): pianta difensiva ombrosa, che quando potenziata si avvolge nella "gelatina" e diventa simile al Durione, ma danneggia quando attaccata. (100) Potenziamento: crea un mini-scudo che può resistere anche ad un orco. 250 pacchetti

## Migliorie
Le migliorie possono essere aiuti per completare i livelli (ottenibili usando le monete che si ottengono durante il gioco e durano pochi secondi) o premi vinti durante le prime nove battaglie contro Prof. Zombotron. Vengono donate come bonus nel Party della Piñata o nelle scatole misteriose dei regali.
- Pizzico potente, 800 monete. Facendo un pinch to zoom su uno zombi lo si distrugge, viene sostituito dalla gragnuola di neve nella versione 1.9.
- Lancio potente, 1200 monete. Scorrendo su uno zombi due volte si può sollevarlo e lanciarlo via dal campo di gioco.
- Colpo potente, 1000 monete. Mantenendo il dito su uno zombi lo si fulmina. Inoltre può essere utilizzato anche in Beghouled.
- Gragnuola di neve, 1400 monete. Mantenendo il dito su uno zombi lo si prende letteralmente a palle di neve fino ad eliminarlo dal gioco.
- Fiamma potente, 1500 monete. Mantenendo il dito sulle zolle si infuocano bruciando gli zombi e sciogliendo il ghiaccio. Disponibile solo nelle Grotte congelate.

### Migliorie esclusive dello Spaccavasi
- Mostra contenuto vaso, 200 monete. Tocca un vaso per vedere cosa c'è dentro.
- Imburra zombi, 300 monete. Tocca uno zombi per immobilizzarlo per qualche secondo.
- Sposta vaso, 400 monete. Tocca un vaso e poi una zolla vuota per spostarlo in quella zolla.

### Migliorie esclusive del Beghouled
- Mescolamento poderoso, 200 monete. Mischia le piante per ottenere ulteriori abbinamenti.
- Pala poderosa, 100 monete. Rimuovi le piante e riempi i crateri.

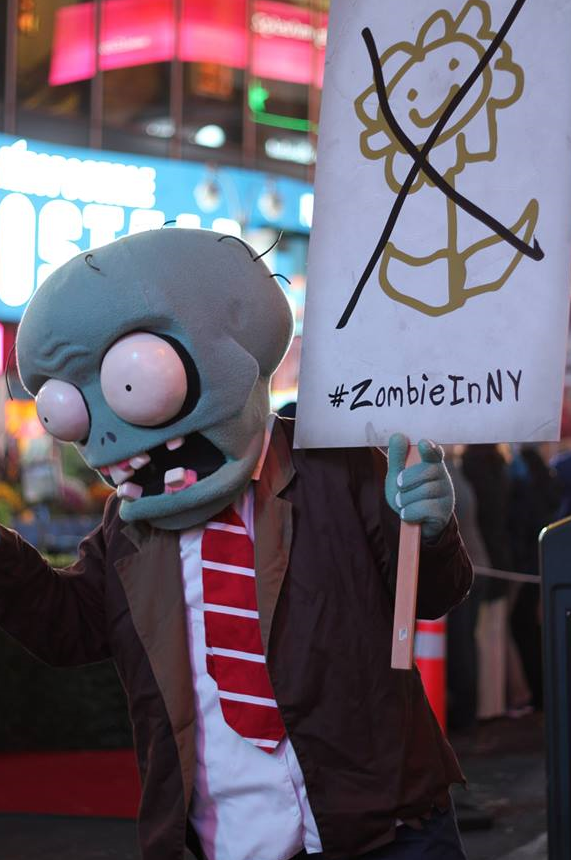
Cosplay dello zombi ordinario a New York, in occasione della presentazione del videogioco nella versione Android

## Elenco zombi
Casa del giocatore
- Zombi ordinario (Basic Zombie): lo zombi base.
- Zombi segnaletico (Conehead Zombie): con un cono stradale sulla testa a protezione, è due volte più resistente dello zombi ordinario.
- Zombi secchione (Buckethead Zombie): con un secchio metallico in testa a protezione, è tre volte più resistente dello zombi ordinario.
- Zombi mattonato: con un mattone in testa a protezione. Quattro volte resistente dello zombi ordinario. È uno degli zombi veterani.
- Zombi portabandiera (Flag Zombie): indica l'arrivo di un'ondata di zombi.
- Zombi radunatore: indica con una bandierina l'arrivo di un gruppo ammassato di zombi. Due volte più resistente dello zombi portabandiera. Zombi veterano
- Zombolino (Imp): è piccolo, ma veloce.
- Zombi orco (Gargantuar): è grande e schiaccia le piante sul suo percorso con un palo della luce o con l'oggetto caratteristico dell'ambientazione.

Antico Egitto
- Zombi mummia (Mummy Zombie): come l'ordinario.
- Mummia segnaletica (Conehead Mummy): con cobra sul cono sulla testa, due volte più resistente della mummia normale.
- Mummia secchiona (Buckethead Mummy): tre volte più resistente.
- Zombi piramidale: porta una piramide in testa. Quattro volte resistente dello zombi mummia. Zombi veterano
- Zombi Mummia portabandiera (Flag Mummy Zombie): lo seguirà un'orda di zombi sabbiosa.
- Zombi radunatore d'Egitto: indica con una bandierina l'arrivo di un gruppo ammassato di zombi. Due volte più resistente dello zombi mummia portabandiera. Zombi veterano
- Zombi Ra (Ra Zombie): ruba il sole che producono i girasoli. Molto lento.
- Zombi cammello (Camel Zombies): tre zombi o a volte quattro, sono protetti da una lastra di marmo con su inciso un cammello. Se uno degli zombi cammello si ferma (ad esempio quando mangia una pianta), anche tutti gli zombi cammello rimarranno fermi, fino a quando uno di quelli non prosegue nuovamente.
- Zombi esploratore (Explorer Zombie): dotato di torcia, brucia le piante istantaneamente al contatto.
- Zombi fiaccolata: uno zombi veterano. Più veloce e resistente del precedente; brucia le piante istantaneamente al contatto.
- Zombi profanatore di tombe (Tomb Raiser Zombie): crea lapidi nel cortile.
- Zombi faraone (Pharaoh Zombie): arriva protetto dal proprio sarcofago ed è lo Zombi più resistente dell'Antico Egitto dopo lo zombi orco.
- Zombolino mummia (Imp Mummy): viene scagliato in avanti dallo zombi orco. Ha fattezze feline.
- Zombi orco mummificato (Mummified Gargantuar): zombi incredibilmente resistente che schiaccia le piante col sarcofago.
- Sfingificatore Zombot (Zombot Sphinx-inator): è guidato da Zombotron ed è il boss finale dell'Antico Egitto, può lanciare missili nel giardino e può prendere la rincorsa per calpestare due file di piante e, se ci sono, anche gli zombi stessi.

Mari dei pirati
- Zombi pirata (Pirate Zombie): come l'ordinario.
- Pirata segnaletico (Conehead Pirate): con cono e jolly roger a protezione, è due volte più resistente del pirata ordinario.
- Pirata secchione (Buckethead Pirate): tre volte più resistente dell'ordinario.
- Zombi barilotto: quattro volte più resistente dello zombi pirata. Zombi veterano
- Zombi portabandiera pirata (Flag Pirate Zombie): indica l'arrivo di un'ondata di zombi.
- Zombi Jolly Roger: come zombi radunatore. Veterano
- Zombi cappa e spada (Swashbuckler Zombie): si lancia con una cima all'abbordaggio arrivando a metà strada, a volte manca il bersaglio.
- Zombi gabbiano (Seagull Zombie): zombi trasportato da un uccello, supera corsi d'acqua e piante basse.
- Zombi pellicano: molto più veloce del precedente. zombi trasportato da un uccello, supera corsi d'acqua e piante basse. Zombi veterano.
- Zombi ruotabarile (Barrel Roller Zombie): spinge un barile che schiaccia le piante. All'interno del barile sono celati due zombolini.
- Zombolino pirata (Imp Pirate Zombie): viene sparato dai cannoni, in groppa allo zombi orco pirata o all'interno dei barili. Molto debole.
- Sparazombolino (Imp Cannon): cannone lancia zombolini, a volte manca il bersaglio.
- Zombi capitano pirata (Pirate Captain Zombie): ha uno zombi-pappagallo sulla spalla in grado di rubare le piante.
- Pappagallo zombi (Zombie Parrot): vola dal cappello dello zombi capitano pirata e ruba una delle tue piante.
- Zombi orco pirata (Gargantuar Pirate): è armato di squalo con il quale schiaccia le piante, ha uno zombolino in spalla.
- Galeone pirata Zombot (Zombot Plank Walker): è guidato da Zombotron ed è il boss finale dei Mari dei pirati, può lanciare missili nel giardino e può prendere la rincorsa per calpestare due file di piante e se ci sono anche gli zombi stessi.

Selvaggio West
- Zombi cowboy (Cowboy Zombie): come lo zombi ordinario.
- Cowboy segnaletico (Conehead Cowboy): ha la stella da sceriffo sul cono proteggi testa.
- Cowboy secchione (Buckethead Cowboy): una pentola lo rende estremamente resistente.
- Zombi carrello (Cart-Head Zombie): uno degli zombi veterani. il suo copricapo lo rende ancora più resistente di un cowboy secchione
- Zombi radunatore cowboy (Cowboy Rally Zombie): uno degli zombi veterani. Una versione più rapida e resistente dello zombi cowboy portabandiera.
- Zombi cowboy portabandiera (Flag Cowboy Zombie): annuncia un gruppo di zombi dopo di lui. La sua bandiera ricorda quella del Texas.
- Zombi prospettore (Prospector Zombie): dotato di dinamite innescata, all'esplosione salta l'intera riga e procede verso gli altri zombi mangiando le piante (può essere fermato dalla sparasemi bidirezionale o da una pianta che impone un effetto di stato tipo il congelamento).
- Zombi pianista (Pianist Zombie): arriva suonando il suo pianoforte con cui schiaccia le piante, e gli zombi sul quadro iniziano a ballare cambiando fila di attacco.
- Zombi poncho (Poncho Zombie): sotto il vestito a volte nasconde una lastra di metallo, come nel film Per un pugno di dollari.
- Zombi polli da combattimento (Chicken Wrangler Zombie): quando viene distrutto libera un nugolo di polli-zombi da attacco.
- Pollo zombi (Zombie Chicken): è velocissimo, ma molto poco resistente e viene liberato dallo zombi polli da combattimento.
- Toro zombi (Zombie Bull): disarciona lo zombolino che lo cavalca scagliandolo in avanti appena viene in contatto con una pianta, poi continua l'attacco in solitario.
- Zombi leggenda del rodeo (Rodeo Legend Zombie): uno degli zombi veterani. Uguale al toro zombi, ma è più rapido e può distruggere la prima pianta quando fa la rincorsa.
- Zombi da rodeo (Zombie Bull Rider): è veloce, ma poco resistente.
- Zombi orco del selvaggio west (Wild West Gargantuar): lo cavalca uno zombolino ed è armato di ferro incandescente da marchio, con il quale schiaccia all'istante le piante.
- Carrozza da guerra Zombot (Zombot War Wagon): è guidata da Zombotron ed è il boss finale del Selvaggio West, può lanciare missili nel giardino e può prendere la rincorsa per calpestare due file di piante e se ci sono anche gli zombi stessi. I missili sono particolari, infatti colpiranno le caselle delle rotaie e per evitare di perdere la pianta sul carrello bisognerà spostarla nell’unica casella non bersagliata.

Futuro lontano
- Zombi del futuro (Future Zombie): come lo zombi ordinario.
- Zombi segnaletico del futuro (Future Conehead Zombie): come lo zombi segnaletico.
- Zombi secchione del futuro (Future Buckethead Zombie): ha sulla testa un secchio tecnologico come casco.
- Zombi olografico (Holo-Head Zombie): il campo di forza che ha installato in testa lo rende ancora più resistente di uno zombi secchione del futuro. È uno degli zombi veterani.
- Zombi portabandiera del futuro (Future Flag Zombie): indica l'arrivo di una orda di zombi.
- Zombi radunatore robotico (Robo-Rally Zombie): più veloce e resistente dello zombi portabandiera del futuro. Zombi veterano
- Zombi jet pack (Jetpack Zombie): uno zombi futuristico in grado di volare e superare agilmente le piante basse.
- Zombi blastronauta (Blastronaut Zombie): uguale allo zombi jetpack, ma più veloce e resistente. È uno degli zombi veterani.
- Zombi scudo (Shield Zombie): uno zombi ordinario del futuro è a bordo di uno strano mezzo cingolato in grado di generare un campo di forza a difesa degli zombi in arrivo.
- Zombolino insetto robotico (Bug Bot Imp): arriva dall'alto atterrando nel giardino, è molto debole, ma si presenta in sciami.
- Zombi robo-cono (Robo-Cone Zombie): una strana macchina blindata a forma di cono, pilotata da uno zombi ordinario del futuro.
- Disco-tron 3.000: una macchina guidata da due zombolini ed evoca zombi jet pack ballerini.
- Zombi jet pack ballerino (Disco Jetpack Zombie): uguale allo zombi jet pack, si avvicina in gruppi da quattro.
- Zombi mecca-football (Mecha-Football Zombie): guidata da uno zombi comune del futuro, questa macchina è in grado di eliminare le piante dal prato spingendole via.
- Zombi orco originario (Gargantuar Prime): uno zombi orco macchina, pilotato da uno zombolino, schiaccia le piante con le braccia-pali della luce e spara un raggio laser dagli occhi che incenerisce piante a caso.
- Domanitron Zombot (Zombot Tomorrow-tron): è guidata da Zombotron ed è il boss finale del Futuro lontano, può lanciare missili nel giardino e può prendere la rincorsa per calpestare due file di piante e se ci sono anche gli zombi stessi.

Secoli bui
- Zombi villano (Peasant Zombie): zombi ordinario dei secoli bui.
- Villano segnaletico (Conehead Peasant): resistente il doppio rispetto a un normale zombi villano.
- Villano secchione (Buckethead Peasant): resistente il doppio rispetto a uno zombi villano segnaletico.
- Zombi villano portabandiera (Peasant Flag Zombie): indica l'arrivo di un'orda di zombie.
- Zombi giullare (Jester Zombie): uno zombie che avanza sul tuo campo girando su se stesso, in questo modo respinge tutte le mosse delle tue piante tranne del fumporcino.
- Zombi cavaliere (Knight Zombie): quattro volte più resistente di uno zombi villano.
- Orco dei Secoli bui (Dark Ages Gargantuar): uno zombi gigante che schiaccia le tue piante con un martello. Quando viene ferito lancia uno zombolino monaco.
- Zombolino monaco (Imp Monk Zombie): veloce e meno resistente.
- Re zombi (Zombie King): dona elmi agli zombi che passano, non si muove.
- Zombi mago (Wizard Zombie): trasforma le piante a lui vicine in pecore che annullano le proprietà di una pianta. Se viene sconfitto le piante ritornano normali.
- Zombolino drago (Imp Dragon Zombie): meno resistente, ma veloce e immune agli attacchi di fuoco.
- Drago oscuro Zombot (Zombot Dark Dragon): è il boss finale dei Secoli Bui, può lanciare spruzzi di fiamme sul prato dove appare lo zombolino drago e può lanciare una scia di fiamma che distrugge due file di piante e se ci sono anche gli zombi stessi, inoltre è il primo animale robot del gioco.

Grande orda sulla spiaggia
- Zombi pompadour (Pompadour Zombie): come l'ordinario con vestito a tema.
- Zombi segnaletico pompadour (Conehead Pompadour): ha un cono con stella marina sul capo, resiste il doppio rispetto al pompadour.
- Zombi secchione pompadour (Buckethead Pompadour): molto resistente per via del secchiello capasanta che indossa.
- Zombi portabandiera da spiaggia (Beach Flag Zombie): segnala l'arrivo di molti zombi.
- Zombi in bikini (Bikini Zombie): la prima donna zombi della serie di videogiochi, resiste come lo zombi pompadour.
- Zombi segnaletica in bikini (Bikini Conehead): come lo zombi segnaletico.
- Zombi secchiona in bikini (Bikini Buckethead): anch'essa è protetta dal secchiello capasanta.
- Zombi sommozzatore (Snorkel Zombie): si avvicina nuotando sott'acqua, evitando gli attacchi, ma è molto vulnerabile ai proiettili che vengono lanciati dal basso verso l'alto.
- Zombolino sirena (Imp Mermaid Zombie): supera le difese emergendo all'improvviso. Poco resistente.
- Zombi surfista (Surfer Zombie): si avvicina facendo surf, poi usa la tavola per eliminare la prima pianta che incontra ed infine procede a piedi.
- Zombi orco degli abissi (Deep Sea Gargantuar): è armato con un tronco di legno ed è cavalcato da uno Zombolino sirena.
- Zombi poliparo (Octo Zombie): lancia polipi alle piante e finché non vengono distrutti restano.
- Zombi pescatore (Fisherman Zombie): getta la lenza e acchiappa una pianta che la trascina verso destra di una casella per volta.
- Squaltronic Zombot (Zombot Sharktronic Sub): è il boss finale guidato da Zombotron in Grande orda sulla spiaggia. Può aspirare intere file di piante eliminarle dal gioco e se ci sono anche gli zombi, inoltre comanda altri squali che si cibano di piante. Se mentre aspira viene stordito, smetterà di risucchiare e se ci sono foglie di ninfee si starà più al sicuro.

Grotte congelate
- Zombi cavernicolo (Cave Zombie): comune zombi primitivo
- Zombi cavernicolo segnaletico (Cave Conehead Zombie): comune zombi primitivo segnaletico.
- Zombi cavernicolo secchione (Cave Buckethead Zombie): comune zombi primitivo secchione.
- Zombi testone (Blockhead Zombie): zombi con una lastra di ghiaccio protettiva.
- Zombi portabandiera cavernicolo (Cave Flag Zombie): indica l'arrivo di molti zombi.
- Zombi dodollerizzo (Dodo Rider Imp): zombolino cavalcante un dodo che sorvola le piante forti.
- Zombi cacciatore (Hunter Zombie): congela le piante con le sue palle di neve.
- Zombolino yeti (Yeti Imp): uno zombolino che segnala l'arrivo di tempeste di neve.
- Orco bradipo (Sloth Gargantuar): uno zombi orco che lancia 3 zombolini yeti anziché 1.
- Raccattadonnole (Weasel Hoarder): quando viene danneggiato, le donnole vengono liberate nel campo.
- Donnola gelata (Ice Weasel): questa donnola esce dal Raccattadonnole quando viene indebolito.
- Troglobile (Trogobite): spinge 3 zombolini congelati che usa per schiacciare le piante. Inoltre ha una resistenza abbastanza considerevole.
- Zannatore Zombot (Zombot Tuskmaster 10.000 BC): un robot a forma di mammut che sputa ghiaccio ed è guidato da Zombotron. È il boss finale delle Grotte congelate che subisce gravi danni quando viene distrutta la sua barriera di neve, che continuerà a generare. Distruggendo un blocco di neve apparirà uno zombi qualunque delle Grotte Congelate.

Città Perduta
- Zombi avventuriero (Adventurer Zombie): come l'ordinario, ma vestito a tema "Indiana Jones"
- Zombi avventuriero segnaletico (Conehead Adventurer Zombie): come il segnaletico, ma vestito a tema "Indiana Jones"
- Zombi avventuriero secchione (Buckethead Adventurer Zombie): come il secchione, ma vestito a tema "Indiana Jones"
- Zombi avventuriero portabandiera (Flag Adventurer Zombie): come il portabandiera, ma vestito a tema "Indiana Jones"
- Zombolino città perduta (Lost City Imp Zombie): come lo zombolino normale, ma con le vesti di uno studioso.
- Zombi pilota perduto (Lost Pilot Zombie): zombi che piove dal cielo
- Zombi scavatore (Excavator Zombie): sradica le piante spingendole indietro di 3 caselle e ha una pala indistruttibile che lo protegge dagli attacchi frontali.
- Zombi parasole (Parasol Zombie): con il suo ombrello indistruttibile si rende immune agli attacchi dall'alto.
- Zombi insetto (Bug Zombie): sfrutta una libellula per saltare le piante e per andare più veloce. È molto vulnerabile all'Uracavolo e al Trifogliatore.
- Zombi orco facchino (Porter Gargantuar): come lo zombi orco, a tema della città perduta.
- Zombi teschio turchese (Skull Turquoise Zombie): avanza con un teschio nelle mani dal quale parte un raggio laser che distrugge istantaneamente le piante.
- Zombolino facchino (Porter Imp): ha un grosso bagaglio sulla schiena e quando muore lo zaino funge da scudo temporaneo per gli altri zombi, ma se nel suo cammino trova una zolla d'oro crea una tenda da cui escono degli zombi ordinari (normali, segnaletici o secchioni)
- Zombi cacciatore di reliquie (Relic Hunter Zombie): si lancia con una corda per arrivare a metà strada.
- Gondola Aerostatica Zombot (Zombot Aerostatic Gondola): è guidata da Zombotron ed è il boss finale della città perduta, ogni tanto butta un carico su una delle prime caselle di destra che vi è una piattaforma di fuoco che brucia l'intera fila di piante e se ci sono anche gli zombi, inoltre è il primo mezzo volante del gioco.

Neon Discomix Tour
- Zombi neon (Neon Zombie): come l'ordinario, ma vestito a tema degli anni '80
- Zombi neon segnaletico (Conehead Neon Zombie): come il segnaletico, ma vestito a tema degli anni '80
- Zombi neon secchione (Buckethead Neon Zombie): come il secchione, ma vestito a tema degli anni '80
- Zombi portabandiera neon (Flag Neon Zombie): come il portabandiera, ma vestito a tema degli anni '80
- Zombi punk (Punk Zombie): fa indietreggiare le piante di una zolla, durante la sua musica punk ed è molto vulnerabile al Calamifungo.
- Zombi glitterato (Glitter Zombie): durante la sua musica pop, gli zombi che si trovano nell'arcobaleno rilasciato da questo zombi sono indistruttibili e immuni a qualsiasi attacco ed effetto finché non viene distrutto.
- Zom-B MC (MC Zom-B): usa il suo microfono per danneggiare gravemente le piante vicine in un'area 3x3, durante la sua musica rap.
- Zombolino punk (Punk Imp): come lo zombolino, ma con la parrucca da punk.
- Orco cappellone metallaro (Hair Metal Gargantuar): uno zombi orco che schiaccia le piante con la sua chitarra e lancia esplosioni soniche che possono danneggiarle da lontano durante la sua musica metal; ed è cavalcato da uno zombolino punk.
- Zombi breakdance (Breakdance Zombie): spinge gli zombi in avanti, durante la sua musica rap.
- Zombi arcade (Arcade Zombie): spinge una console arcade che, durante la sua musica 8-bit, crea degli zombi 8-bit (normale, segnaletico e secchione) tutti pixellati.
- Zombi 8-bit (8-bit Zombie): uno zombi pixel prodotto dalla macchina dello zombi arcade. Si può trovare in tre versioni: normale, segnaletico o secchione.
- Zombi stereo (Boombox Zombie): sorregge lo stereo per tranquillizzare le tue piante con la musica ballad rilassante per qualche secondo. Non calma le piante da terra e i barbanvedi.
- Schiacciaverdure Multifasico Zombot (Multi-stage Masher Zombot): è il boss finale di Neon Discomix Tour. Zombotron mette degli altoparlanti che infliggono danni passivi alle piante tranne quelle da terra e i barbanvedi, mediante orde d'urto. Quando viene danneggiato cambia stile di musica ed evoca i propri zombi necessari.

Pantano giurassico
- Zombi giurassico (Jurassic Zombie): come lo zombi ordinario ma preistorico e leggermente più veloce.
- Zombi segnaletico giurassico (Jurassic Conehead): come lo zombi segnaletico ma preistorico e leggermente più veloce.
- Zombi secchione giurassico (Jurassic Buckethead): come lo zombi secchione ma preistorico.
- Fossiltesta giurassica (Jurassic Fossilhead): zombi con un teschio di dinosauro in testa che offre più protezione del secchio.
- Zombi ambrato (Amberhead Zombie): la sfera di ambra che ha attorno alla testa gli permette di assorbire una grande quantità di colpi, come la fossiltesta giurassica.
- Zombi portabandiera giurassico (Jurassic Flag Zombie): come lo zombi portabandiera ma preistorico e leggermente più veloce.
- Radunatore giurassico (Jurassic Rally Zombie): più resistente e veloce dello zombi portabandiera giurassico. Zombi veterano.
- Zombolino giurassico (Jurassic Imp): zombolino preistorico più veloce ma fortunatamente più debole rispetto agli altri zombolini.
- Zombi orco giurassico (Jurassic Gargantuar): schiaccia le piante con un osso e quando viene notevolmente danneggiato lancia uno zombolino giurassico, è inoltre più lento e più resistente degli altri zombi orchi.
- Bullo giurassico (Jurassic Bully): zombi immune al contraccolpo della sparasemi cavernicola e inoltre possiede un'elevata resistenza.
- Spaccapietre giurassico (Jurassic Rockpuncher) uno zombi veterano resistente ed immune al contraccolpo della sparasemi cavernicola (come il bullo giurassico) che distrugge le piante che incontra, bruciando le zolle dove c'erano le piante in precedenza.:
- Mechasauro Giurassico Zombot (Zombot Dinotronic Mechasaur): boss finale del pantano giurassico, è un dinosauro di metallo guidato da Zombotron che evoca dinosauri e zombi, ogni tanto spara un laser lungo una fila che elimina piante e zombi e a volte spara missili in 2 zolle.

Tempi moderni
- Zombi informato (Newspaper Zombie): ritorna su PvZ 2; il giornale lo difende per un po' e quando lo perde si arrabbia, si ferma per un breve tempo e poi cammina ad alta velocità.
- Zombi domenicale (Sunday Edition Zombie): uno degli zombi veterani. Una versione più resistente dello zombi informato.
- Zombi aerostatico (Balloon Zombie): per la prima volta in PvZ 2, a differenza quello dell'originale, si può attaccare anche quando è in volo; Quando scoppia il palloncino, cammina ad alta velocità.
- Zombi fuoriclasse (All-star zombie): corre ad altissima velocità e distrugge la prima pianta che incontra, cammina a normale velocità dopo aver distrutto la pianta, lancia inoltre lo zombolino ultrà in una delle prime 3 zolle della stessa fila.
- Zombolino ultrà (Super-fan Imp): cammina a normale velocità e possiede bassa resistenza, ma se viene lanciato da uno zombi fuoriclasse in una delle prime 3 zolle esplode insieme ad una pianta ma fortunatamente solo in un'area 1x1.

Esclusivi della modalità Arena
- Cardiozombi (Cardio Zombie): uno zombi molto robusto e dotato di una resistenza spaventosa, rimane fisso nell'ultima zolla del prato e lancia cervelli che potenziano gli zombi. Come lo Yeti, lascia il prato dopo un certo periodo di tempo se non viene scacciato.
- Z-Mech: robot enorme che evoca zombi e distrugge piante.
- #Supertorta: avanza in una posizione precisa sul prato e rilascia delle sorprese.
- Lanciatore di palle da basket: lancia palle da basket contro le difese,originario di piante contro zombi 1 ma introdotto nelle nuove versioni in PvZ2

Esclusivi della modalità Ricerca di Penny
EVENTO ANTICA ROMA:
- Zombi romano (Roman Zombie): comune zombi dell'antica Roma.
- Romano segnaletico (Roman Conehead): resistente il doppio dello Zombi romano grazie al suo cono segnaletico di marmo.
- Romano secchione (Roman Buckethead): il suo secchio elegamte lo rende molto resistente rispetto al comune Zombi romano.
- Zombi centurione (Centurion Zombie): uno Zombi romano con un elmo che lo rende ancora più resistente del Romano secchione.
- Zombi mezzobusto (Bust Head Zombie): uno zombi Romano resistente quanto lo Zombi centurione grazie al busto di pietra che ha in testa.
- Zombi portabandiera romano (Roman Flag Zombie): lo Zombi portabandiera dell'antica Roma.
- Zombi guaritore (Healer Zombie): uno zombi che utilizza la magia per rigenerare salute di se stesso e degli altri zombi. Inoltre può curarli da alcuni effetti negativi causati dalle piante come l'ipnosi o l'avvelenamento.
- Zombi scudo romano (Roman Shield Zombie): uno Zombi romano che si nasconde dietro uno scudo per proteggersi da un certo numero di attacchi.
- Zombi orco gladiatore (Gladiator Gargantuar): un particolare Zombi orco che è molto più resistente rispetto agli altri orchi grazie al suo elmo ed è più veloce. In difficoltà lancia uno Zombolino romano e una rete che intrappola una pianta per 10 secondi.
- Zombolino romano (Roman Imp): Zombolino dell'antica Roma.
- Zombi zscorpione (Zscorpion Zombie): un balista dell'antica Roma che lancia un vaso esplosivo contro la pianta più vicina nella sua fila.
- Medusa zombi (Zombie Medusa): un nerboruto zombi che spinge gli zombi pietrificati nella sua fila, inoltre pietrifica gli zombi ipnotizzati e gli Zomboid.
- Zombi Cesare (Roman Caesar Zombie): questo zombi resistente lancia piatti di insalata imperiale addosso alle piante attirando gli altri zombi verso di esse e dona elmetti agli zombi Romani.

EVENTO ZCORP INCORPORATED, INC:
- Orcolino legale (Gargimp Legal): uno Zombi orco dalle dimensioni di uno zombolino. Più veloce, debole e schiaccia le piante con una mazza da baseball.
- Zombolinorco supervisore (Head Office Impgantuar): uno Zombolino grosso quanto uno Zombi orco. Dispone di un'ottima velocità e incredibile resistenza. In difficoltà lancia un Orcolino legale.
- Nuovo assunto ZCorp (ZCorp New Hire): comune zombi impiegato della ZCorp Incorporated.
- Terzista ZCorp (ZCorp Contractor): comune zombi terzista della ZCorp Incorporated.
- Cono segnaletico ZCorp (ZCorp Conehead): zombi impiegato resistente il doppio dello zombi comune grazie al cono/puntina in testa.
- Secchione ZCorp (ZCorp Buckethead): molto resistente rispetto al comune zombi impiegato grazie al contenitore per la raccolta indifferenziata che ha in testa.
- Cono segnaletico terzista ZCorp (ZCorp Contractor Conehead): come lo zombi segnaletico ZCorp.
- Secchione terzista ZCorp (ZCorp Contractor Buckethead): come il secchione ZCorp.
- Zombi portabandiera ZCorp (ZCorp Flag Zombie): impiegato portabandiera della ZCorp.
- Consulente ZCorp (ZCorp Consultant): è velocissima e sposta gli zombi della sua fila in altre file.
- ZCorp Help Desk: appare nel cuore delle tue difese e lancia un laptop che danneggia gravemente ciò che si trova su una zolla. Dopo il lancio del laptop acquisisce velocità.
- ZCorp Chair Racer: avanza velocemente su una sedia da ufficio e si schianta sulla prima pianta che trova danneggiandola drasticamente, poi si lancia in avanti superando parte delle tue difese.

Altro
- Yeti tesoriere (Treasure Yeti): uno zombi strano e bizzarro che se distrutto regala un premio. Appare solo nelle modalità Arena e Ricerca di Penny. Prima della versione 5.7.1, poteva apparire ogni tanto in un livello qualsiasi rigiocato nella modalità Avventura.
- Zombi orco invasato (Vase Gargantuar): come lo zombi orco, con dei cocci di vaso addosso. Appare solo nel rompicapo Spacca Vasi.
- Zombolino peronzolino (Imp Pear Imp): appare quando uno zombi mangia una Peronzolina.
- Zombi testa di castello: versione più potente dello zombi cavaliere,scartata nelle prime versioni di gioco ma riaggiunto ultimamente in Arena.

Ci sono anche eventi a tempo limitato,come il Natale (Feastivus),San Patrizio (Luck of the Zombies,o Fortuna degli zombesi) e molti altri,ognuno ha delle versione a tema di zombi,ma di solito sono solo altri zombi retexturizzati,fanno eccezione il Tacchino gigante,una sorta di boss per il giorno del ringraziamento e lo zombi schiaccianoci natalizio.
ci sono anche eventi creati proprio da PvZ,per esempio il Big Brainz,dove gli zombi hanno teste enormi.

## Zombi esclusivi della versione cinese del gioco
Mondo del Kung-Fu
- Zombi Kung-Fu (Kung-Fu Zombie): come lo zombie ordinario.
- Zombi Kung-Fu segnaletico (Conehead Kung-Fu Zombie): come il segnaletico.
- Zombi Kung-Fu secchione (Buckethead Kung-Fu Zombie): come il secchione.
- Zombi Kung-Fu portabandiera (Flag Kung-Fu Zombie): come il portabandiera.
- Zombi Kun-Fu torcia (Torch Kung-Fu Zombie): armato di torcia, brucia a contatto le piante.
- Zombi martello (Hammer Zombie): contrattacca i proiettili delle piante col suo martello.
- Zombi ubriaco (Drinking Zombie): dopo aver bevuto dell'alcol i suoi movimenti accelerano.
- Zombi Qi Gong (Qigong Zombie): respinge le piante sulla destra.
- Zombi esplosivo (Blew Zombie): quando a contatto con una pianta esplode; si può disarmare la sua bomba congelandola.
- Zombi Gong (Gong Zombie): quando batte col suo strumento evoca altri zombi esplosivi.
- Zombi monaco (Monk Zombie): come lo zombie ordinario, vestito come un praticante di shaolin.
- Zombi monaco segnaletico (Conehead Monk): come il segnaletico, vestito come un praticante di shaolin.
- Zombi monaco secchione (Buckethead Monk): come il secchione, vestito come un praticante di shaolin.
- Zombi monaco portabandiera (Flag Monk Zombie): come il portabandiera, vestito come un praticante di shaolin.
- Zombi ammiraglio con elmo (Helmet Admiral Zombie): zombie quattro volte più resistente di uno ordinario.
- Zombi monaco torcia (Torch Monk Zombie): come lo zombie kung-fu torcia.
- Zombi spadaccino (Swordsman Zombie): zombie armato di spada, fa a fette le piante.
- Zombi nunchaku (Nunchaku Zombie): zombi armato di nunchaku, respinge i proiettili delle piante facendo subire loro dei danni.
- Zombi monaco ubriaco (Drinking Monk Zombie): come lo zombi ubriaco.
- Zombolino tigre (Tiger Imp): zombolino che vola con un fuoco d'artificio superando alcune piante, atterra e cammina velocemente. Non molto resistente.
- Zombolino monaco (Imp Monk): zombolino veloce e debole.
- Zombi orco han di bronzo (Han Bronze): schiaccia le piante con una mazza ferrata, accelera se danneggiato.
- Zombi orco cavaliere di bronzo (Knight Bronze): schiaccia le piante con una catena, salta per proteggersi.
- Zombi orco qigong di bronzo (Qigong Bronze): armato di bastone decorativo schiaccia le piante e convoca altri zombi.
- Zombi orco diavolo polvere da sparo (Gunpowder Devil): il più forte dopo lo zombi orco guan dao, è assistito da un zombolino e lancia bombe.
- Zombi orco guan dao (Knife-Wielding Swordsman): il boss del Mondo del Kung-Fu, armato di guan dao.

Secoli bui
- Zombi ladro (Roguer Zombie): come rendersi invisibile.
- Zombi arcimago (Archmage Zombie): può lanciare proiettili magici e far addormentare le piante.
- Zombi a cavallo (Cavalry Zombie): cavalca caricando le piante e superandole con un balzo.

Grande orda sulla spiaggia
- Zombi ostrica (Clamshell Zombie): resiste a molti danni e può uccidere con facilità molte piante.
- Yeti tesoriere cinese (Chinese Treasure Yeati): come per lo yeti tesoriere, trasporta pezzi di puzzle.
- Zombi leone danzante (Lion Dancer Zombie): può sputare fuoco sulle piante, facendone scaturire sacchi di soldi o costumi per le piante.
- Dio della Ricchezza (God of Wealth): incendia casualmente una pianta rilasciando monete d'oro.

## Mondi
Ogni mondo ha una difficoltà con una frequenza del numero di jalapeño.
- Casa del giocatore (5 livelli) (Difficoltà: tutorial), ambientato nel presente, funge da tutorial.
- Antico Egitto (35 livelli) (2 jalapeno = Difficoltà: Facile), il campo di gioco è ostruito da tombe egiziane sparse, che rendono difficoltoso colpire gli Zombi. Le tombe vengono spesso rigenerate dallo Zombi profanatore. Zona infinita: Piramide della sventura.
- Mari dei pirati (35 livelli) (2 jalapeno = Difficoltà: Facile), il campo di gioco è rappresentato da un abbordaggio di una nave Zombi, il campo di gioco è ridotto ed inoltre gli Zombi cappa e spada possono superare agevolmente righe di piante, ma possono cadere nell’acqua per sbaglio o utilizzando Fagiolini. Zona infinita: Le spoglie del defunto.
- Selvaggio west (35 livelli) (3 jalapeno = Difficoltà: Media), il campo di gioco è spesso ridotto da binari di carrelli trasportatori, dove mettendo piante nel carrello si potranno muovere, però è impossibile piantarle sui binari. Zona infinita: Collina malvagia.
- Futuro lontano (35 livelli) (3 jalapeno = Difficoltà: Media), è l'unico livello ambientato in un futuro prossimo dove gli zombi si sono evoluti in zombi-robot ed alcuni in vere e proprie macchine. Alcune zolle del giardino, chiamate zolle poderose, sono colorate in maniera uguale e usando il ricostituente su una di esse la si attiva anche sulla pianta nella zolla identica. Le zolle poderose si possono creare con la Rapa Zolla. Zona infinita: Terrore dal domani.
- Secoli bui (20 livelli) (4 jalapeno = Difficoltà: Difficile), è ambientato nel medioevo di notte, dove si usano, oltre alle piante ordinarie, anche piante premium, (soprattutto l'ipnofungo) e piante presenti nella prima versione quali malporcini, fumporcini, buonporcini e gli stessi ipnofunghi. Ritornano le tombe come tombe medievali, quest’ultime se distrutte alcune danno 100 soli o un ricostituente. Zona infinita: Sfida di Artù.
- Grande orda sulla spiaggia (32 livelli) (5 jalapeno = Difficoltà: Molto difficile), è ambientato al mare, con zombi vestiti a tema estivo. Durante il gioco, di tanto in tanto, può arrivare l'alta marea spingendo il mare al limite della casa e impedisce di piantare se non sopra la foglia di ninfea, oppure con la bassa marea il campo di gioco si allunga diventando più semplice piantare. Zona infinita: Torciaiolo Tiki.
- Grotte congelate (30 livelli) (3 jalapeno = Difficoltà: Media), è ambientato nella preistoria nel Neolitico, con venti gelidi ghiaccia-piante e le lastre di ghiaccio che fanno cambiare di fila gli zombi. Zona infinita: Campo di battaglia ghiacciato.
- Città perduta (32 livelli) (3 jalapeno = Difficoltà: Media), livello ambientato nel XX secolo in un'antica città precolombiana, con varie parodie di Indiana Jones. Sul prato ogni volta vi sono alcune zolle d'oro che se messa una pianta ogni tanto da dei soli e se ci passa lo zombolino facchino crea una tenda da cui escono degli zombi. Zona infinita: Tempio cervelletto.
- Neon Discomix Tour (32 livelli) (4 jalapeno = Difficoltà: Difficile), il mondo è ambientato negli anni 80 durante un dance party e il campo da gioco è di colore neon. La particolarità dei livelli sono le soundtracks (note come "Jams") di vari generi musicali che possono cambiare la velocità degli zombi e permettere agli zombi speciali del mondo di usare le loro abilità specifiche. Esistono cinque jams: punk, pop, rap, metal, 8-bit e ballad.
- Pantano giurassico (42 livelli) (4 jalapeno = Difficoltà: Difficile), livello ambientato nell'era dei dinosauri, Il campo da gioco è sui toni del marrone. Caratteristica del mondo, ci sono i dinosauri che spingono in avanti gli zombi. Zona infinita: I Pozzi catramosi.
- Tempi moderni (44 livelli) (5 jalapeno = Difficoltà: Molto difficile), È ambientato nel presente, prima della partenza di Dave il pazzo. In questo mondo si incontrano zombi di tutte le epoche, che possono comparire normalmente (nella schermata della selezione delle piante) e dai portali. Ritornano lo zombi informato, lo zombi aerostatico e lo zombi rugbista anche se si chiamerà zombi fuoriclasse. Zona infinita: Autostrada per la stanza del pericolo.
- Mondi esclusivi della versione cinese:
- Sky City
- Mondo del Kung-Fu
- Epoca del fumo
- Il Rinascimento
- Età dei Maia
- Party della piñata, un livello speciale introdotto a ottobre 2013. Dopo avere sconfitto un'orda di Zombi di vario tipo, nel tempo presente si possono aprire tre piñate (pentolacce) su sedici disponibili, contenenti vari bonus come monete extra o costumi per le piante. Dopo cinque Party conclusi con successo si accede a Mr. Piñata, un'enorme pentolaccia-zombi, dove si possono ottenere ulteriori bonus. Il livello è diventato disponibile in maniera permanente. Ogni anno vengono messi a disposizione del giocatore, durante le varie ricorrenze, dei livelli nel Party della piñata a tema natalizio, Halloween, Festa di San Patrizio, pasqua, ringraziamento e carnevale.
- Arena (detta anche Battlez), una modalità multiplayer che si sblocca dopo aver completato i livelli del tutorial del gioco e ottenuto almeno sei piante, nel quale si ottengono punti sconfiggendo gli zombie e più sono lontani dalla casa più punti si ottengono. Vince chi dopo 3 minuti ha accumulato più punti. La modalità è divisa in leghe, una partita ogni tanto è gratuita dopodiché costerà un guanto e al termine della settimana i partecipanti ottengono bonus come gemme, guanti e mentine. Inoltre, i primi tre giocatori che hanno vinto più partite vanno alla lega successiva, mentre gli ultimi tre tornano alla lega precedente.
- Ricerca di Penny: modalità con eventi speciali settimanali che ti consentono di ottenere pacchetti di semi di una pianta specifica e altre ricompense. Sono presenti zombi esclusivi come gli zombi dell'Antica Roma, inoltre è possibile attivare potenziamenti unici prima di iniziare ogni livello.

## Dinosauri
I dinosauri sono la particolarità del mondo del Pantano Giurassico, e aiutano gli zombi a superare le difese e/o raggiungere la casa del giocatore. Il Profumporcino è l'unica pianta che può prenderli di mira. Usando il fungo, essi verranno incantati e attaccheranno per te. Quando i dinosauri sono incantati lasciano delle particelle a forma di cuore e appaiono come fossero innamorati.
- Raptor: spinge lo zombi che gli passa avanti, facendogli superare quattro zolle. Se ne va dopo aver calciato quattro zombi in avanti. Quando è incantato, spinge fuori e annienta lo zombi che gli si avvicina eliminandolo all'istante, e se ne va dopo aver calciato per cinque volte.
- Stegosauro (Stegosaurus): cattura gli zombi con la coda, poi li lancia in zolle casuali fino alla quarta colonna e anche in altre corsie. Lascia il prato dopo aver lanciato tre zombi. Quando è incantato, cattura fino a 3 zombi e poi li distrugge.
- Pterodattilo (Pterodactylus): trasporta uno zombi del Pantano Giurassico nell'ultima zolla del prato, che cammina nella stessa maniera dello zombi prospettore (quando brucia la miccia). Non può trasportare gli Zombolini e gli Orchi giurassici. Lascia il prato dopo aver trasportato tre zombi. Quando è incantato: trascina uno zombi del Pantano Giurassico e lo sconfigge all'istante, e lascia il prato dopo aver ucciso tre zombi.
- T-Rex: ruggisce e incrementa la velocità degli zombi nella sua fila. L'effetto svanisce se gli zombi vengono bloccati da una pianta o rallentati. Lascia il prato dopo aver ruggito. Quando è incantato: sconfigge istantaneamente fino a cinque zombi che gli passano avanti divorandoli.
- Anchilosauro (Ankylosaurus): spinge gli zombi in avanti con la sua coda. Quando lo zombi colpisce la prima pianta, esso indietreggia le piante di una zolla, in una maniera simile allo Zombi mecca-football. Se non ci sono piante nella fila, lo zombi che viene spinto dallo Anchilosauro arriva alla penultima zolla. Se ne va dopo aver spinto in avanti una certa quantità di zombi. Quando è incantato: butta fuori dal prato gli zombi che gli passano avanti, distruggendoli all'istante. Lascia il prato dopo aver buttato fuori una quantità significativa di zombi.

## Critica
Plants vs. Zombies 2 ha ottenuto consensi positivi tra gli addetti ai lavori, decretandolo ai livelli del predecessore anche se molti hanno criticato il sistema di acquisto in applicazione delle piante più utili, comunque per proseguire con la storia nel videogioco non sono strettamente necessarie. Il videogioco ha ottenuto circa 25.000.000 download digitali dall'Apple Store in solo un mese dal rilascio.
- Slidetoplay ha assegnato un voto di 4 su 4.[4]
- Apple 'n' Apps ha dato un voto di 4 su 5.[5]
- Toucharcade ha assegnato il massimo, 5 stelle.[6]
- IGN ha valutato il videogioco con 9 su 10.[7]
- Spaziogames valuta il videogioco con 9 punti su 10.[8]
- Metacritic: 86/100[9]

## Patch e aggiornamenti importanti
Già dal lancio, il videogame presentava diversi problemi su molti dispositivi, PopCap si è attivata subito con diverse patch per correggere i difetti.
| Data              | Versione | Contenuti principali |
| ----------------- | -------- | --- |
| 2013 giugno 30    | 1.0      | Data di uscita |
| 2013 agosto 2     | 1.1      | Patch correttiva. Tredici giorni dopo il gioco viene pubblicato per dispositivi iOS. |
| 2013 agosto 26    | 1.2      | Patch correttiva. |
| 2013 settembre 10 | 1.3      | Patch correttiva. |
| 2013 ottobre 24   | 1.5      | Il gioco viene pubblicato per dispositivi Android; Aggiunto il Party della Piñata. |
| 2013 novembre 8   | 1.6      | Patch correttiva. |
| 2013 dicembre 11  | 1.7      | Evento natalizio; Aggiunte delle importanti migliorie al gioco: - Mappa del gioco completamente rinnovata - Aggiunte migliorie grafiche e sonore - Aggiunto il sistema di comunicazione con Facebook - Aggiunto un pulsante che aumenta la velocità di gioco del 50% |
| 2013 dicembre 23  | 1.8      | Patch correttiva, proseguimento dell'evento natalizio. |
| 2014 febbraio 5   | 1.9      | Aggiunto Prof. Zombotron nell'Antico Egitto |
| 2014 marzo 6      | 2.0      | Aggiunto Prof. Zombotron nel Mare dei Pirati |
| 2014 marzo 27     | 2.1.1    | Aggiunto Prof. Zombotron nel Selvaggio West Apertura di un nuovo livello: Futuro Lontano, 1ª parte Lo Zen Garden presente nel primo capitolo del gioco è nuovamente disponibile                                                                                      |
| 2014 aprile 30    | 2.1.2    | Futuro Lontano, 2ª parte |
| 2014 maggio 1     | 2.2      | Aggiunto Prof. Zombotron nel Futuro Lontano |
| 2014 maggio 29    | 2.3      | Patch correttiva. |
| 2014 giugno 24    | 2.4.1    | Secoli Bui, 1ª parte |
| 2014 giugno 29    | 2.5.1    | Secoli Bui, 2ª parte |
| 2014 agosto 1     | 2.6.1    | Patch correttiva. |
| 2014 settembre 2  | 2.7.1    | Aggiunta la modalità di gioco Spaccavasi |
| 2014 settembre 25 | 2.8.3    | Patch correttiva, specialmente per dispositivi iOS 8 |
| 2014 ottobre 14   | 2.9.1    | Grande orda sulla spiaggia, 1ª parte |
| 2014 novembre 11  | 3.0.1    | Grande orda sulla spiaggia, 2ª parte |
| 2014 dicembre 3   | 3.1.1    | Festività natalizia |
| 2015 gennaio 8    | 3.2.1    | Grotte congelate, 1ª parte |
| 2015 febbraio 24  | 3.3.2    | Grotte congelate, 2ª parte |
| 2015 marzo 24     | 3.4.4    | Patch correttiva. Inizio dell'evento "Zombrimavera!" della durata di 17 giorni con gli zombi vestiti a tema, nella quale è possibile sbloccare 5 costumi esclusivi per le proprie piante.                                                                            |
| 2015 maggio 5     | 3.5.1    | 6º anniversario dalla nascita di Plants vs. Zombies, nella quale nel Piñata Party è possibile ottenere: - Gemme - 5 costumi. Inoltre è stata aggiunta la funzionalità del "Diario di viaggio".                                                                       |
| 2015 giugno 2     | 3.6.1    | Città perduta, 1ª parte |
| 2015 giugno 30    | 3.7.1    | Città perduta, 2ª parte |
| 2015 luglio 28    | 3.8.1    | Aggiunte notti d'estate con la nuova pianta Fragoloska |
| 2015 agosto 25    | 3.9.1    | Neon Discomix Tour, 1ª parte |
| 2015 settembre 22 | 4.0.1    | Neon Discomix Tour, 2ª parte |
| 2015 ottobre 20   | 4.1.1    | Aggiunto il prato della sventura con le nuove piante Jack O'Lantern e il Peperoncino Fantasma. |
| 2015 novembre 20  | 4.2.1    | Pantano giurassico, 1ª parte |
| 2015 dicembre 16  | 4.3.1    | Evento natalizio. Pantano giurassico, 2ª parte |
| 2016 gennaio 12   | 4.4.1    | Tempi moderni, 1ª parte |
| 2016 febbraio 12  | 4.5.1    | Tempi moderni, 2ª parte (per alcuni dispositivi android) |
| 2016 febbraio 16  | 4.5.2    | Tempi moderni, 2ª parte |
| 2016 marzo 22     | 4.6.1    | Evento Zombrimavera Missioni epiche con ricompense ognuna: 50 gemme o l'esclusivo fiore d'oro |
| 2016 aprile 26    | 4.7.1    | Evento 7º anniversario di Plants vs Zombies (La Pinata speciale inizia il mese di maggio) Missioni epiche con ricompense ognuna: 5000 monete o il nuovo Ribes elettrico                                                                                              |
| 2016 maggio 17    | 4.8.1    | Evento epoche temporali sottosopra Nuova pianta: Wasabi frustabi |
| 2016 giugno 22    | 5.0.1    | 1° evento estivo Nuova pianta: Noce esplosiva |
| 2016 luglio 27    | 5.1.1    | 2° evento estivo (La Pinata speciale inizia il 28 luglio 2016) Nuova pianta: Kiwi Bestiale - Missione epica con una ricompensa: l'esclusiva pianta Aloe |
| 2016 agosto 30    | 5.2.1    | Evento dei polli, dei football, dei zombolini e dei lanci Nuova pianta: Bombagrana |
| 2016 settembre 28 | 5.3.1    | Evento autunnale (Pinata Grandi cervelli - 29 settembre 2016) Nuova pianta: Melaio - Nuova chiave: Chiavesplosione (Può sbloccare tutti i mondi) |
| 2016 ottobre 18   | 5.4.1    | Evento Halloween (Prato della sventura 18 ottobre - 1 novembre) Nuova pianta: Stregacciola - Ritornano il Peperoncino Fantasma e Jack O'Lantern |
| 2016 novembre 16  | 5.5.1    | Evento battaglia del cibo (dal 16 novembre al 1 dicembre) - Nuova pianta: Trinciabietola - Ritorna la Patata Dolce - Ridotto il consumo di sole delle piante: Patata Dolce da 300 a 150 e della Lancialinfa da 150 a 75                                              |
| 2016 dicembre 14  | 5.6.1    | Evento natalizio (dal 13 dicembre al 2 gennaio) Nuova pianta: Vischiorazzo - Ritorna la Lancialinfa |
| 2018 marzo 13     |          | Aggiunta modalità battlez |

## Spin-off
Sono stati prodotti tre cortometraggi animati, per il momento, da Popcap disponibili sul canale ufficiale YouTube e in lingua Inglese. Sono in chiave umoristica e narrano le vicende dello Zombi Jay, un giovane Zombi teenager pasticcione e del suo amico Silent Bob uno Zombi taciturno e simpatico. Cercheranno a tutti i costi di impadronirsi del cervello dei giocatori con un pizzico di intelligenza in più degli Zombi classici.

## Merchandise
Sul franchise di Plants vs. Zombies 2 sono stati prodotti da Popcap diversi oggetti a tema come: tazze, t-shirt, giochi da tavolo, action figure e peluche. Alcuni acquistabili direttamente online dall'applicazione.